# Давыдов, Александр Сергеевич
Александр Сергеевич Давы́дов (13 [26] декабря 1912, Евпатория — 19 февраля 1993, Киев) — советский физик-теоретик, академик АН УССР (1964). Разработал теорию неаксиальных ядер, модель коллективных возбуждений, теорию экситонов в молекулярных кристаллах.

## Биография
Александр Давыдов родился в Евпатории, в семье рабочего. Окончив среднюю школу в 1930 году, переехал в Москву и работал на автозаводе шлифовальщиком, затем учился на рабфаке. В 1933 году поступил на физический факультет МГУ. Через пять лет, получив диплом, он поступает в аспирантуру к выдающемуся советскому физику-теоретику И. Е. Тамму и в последующем по праву становится одним из самых ярких представителей школы Тамма.
Отечественная война прервала успешно начавшуюся научную работу А. С. Давыдова. Кандидатскую диссертацию по теории бета-распада и внутренней конверсии он защищает лишь в 1943 году, через несколько лет после того, как она была завершена, а ещё позже, когда восстановилась научная связь с Америкой, узнает, что выведенные им в диссертации релятивистские уравнения для частиц со спином 3/2 были получены и в работе Швингера.
С 1945 года работает в Киеве в Институте физики АН УССР, где впервые формулирует основные положения теории молекулярных экситонов и, в частности, предсказывает расщепление невырожденных молекулярных термов в кристаллах, содержащих несколько молекул в элементарной ячейке. Этот эффект получил со временем название «давыдовское расщепление» и был внесён в Государственный реестр научных открытий СССР под № 50 с приоритетом от 19 июня 1948 года.
За время работы Институте физики АН УССР А. С. Давыдов строит теорию спектров поглощения, люминесценции, рассеяния и дисперсии света в молекулярных кристаллах, стимулировавшую большое количество теоретических и экспериментальных работ в СССР и за рубежом. Теория Давыдова ориентирует экспериментаторов в их исследованиях и служит основой для интерпретации многочисленных работ по спектроскопии молекулярных кристаллов и сложных молекул. Она находит широкое применение при исследовании энергетической структуры твердых тел, используется в квантовой химии и биофизике в связи с изучением миграции энергии. В 1966 году за работы по молекулярным экситонам А. С. Давыдов удостаивается Ленинской премии.
В 1958—1964 годах А. С. Давыдов заведует кафедрой квантовой теории в Московском университете. В этот период он обращается к исследованию структуры атомных ядер и вместе со своими сотрудниками развивает теорию коллективных возбуждений, получившую известность в мировой литературе под названием теории коаксиальных ядер. Затем он разрабатывает метод учета (без использования теории возмущений) связи между вращением ядра и колебаниями его поверхности и развивает представление о деформируемости ядра при переходе в возбужденное состояние. Позже А. С. Давыдов строит теорию электромагнитных переходов в атомных ядрах с учетом продольной и поперечной деформируемости их поверхности.
В 1964 году, возвратившись в Киев, возглавляет теоретический отдел Института физики и отдел теории многочастичных систем Института теоретической физики АН УССР (с 1973 по 1988 год — директор института). Он продолжает свои работы по теории ядра и теории твердого тела. В 1973—1976 годах разработал теорию солитонов, на основе которой построил модель мышечного сокращения. В 1966 году выходит в свет монография «Возбужденные состояния атомных ядер», а в 1968 — «Теория молекулярных экситонов». В 1969 году за работы по теории ядра А. С. Давыдову присуждается Государственная премия УССР.

## Награды и звания
- Герой Социалистического Труда (1982),
- Орден Ленина (1971, 1982),
- Медаль «За трудовую доблесть» (1961),
- Ленинская премия (1966),
- Государственная премия УССР (1969),
- Заслуженный деятель науки УССР (1972).

## Публикации
- Давыдов А. С. Возбужденные состояния атомных ядер. — М.: Атомиздат, 1967
- Давыдов А. С. Теория молекулярных экситонов. — М.: Наука, 1968. — 296 с.
- Давыдов А. С. Квантовая механика. — М.: Наука, 1973. — 704 с.
- Давыдов А. С. Теория твердого тела. — М.: Наука, 1976. — 640 с.
- Давыдов А. С. Биология и квантовая механика. — К.: Наукова думка, 1979. — 296 с.
- Давыдов А. С. Солитоны в молекулярных системах. — 2-е изд. — К.: Наукова думка, 1988.
- Антонченко В. Я., Давыдов А. С., Ильин В. В. Основы физики воды. — К.: Наукова думка, 1991.